# Pascal Pauvrehomme
Pascal Pauvrehomme, né le 17 juillet 1955, à Reuilly (Indre), est un homme politique et conteur français d'expression berrichonne.

## Biographie
Professeur de français, homme de lettres connu pour ses interprétations authentiques du berrichon qu'il a entendu lors de ses jeunes années, Pascal Pauvrehomme s'implique également dans la vie politique de sa région puisqu'il est conseiller général de l'Indre  (2006-2015) et maire de Sainte-Lizaigne depuis 1995.